# Glock 27

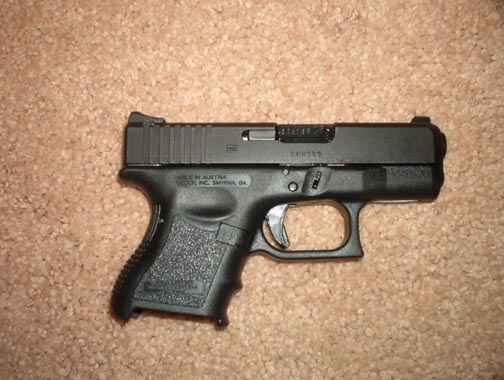
Le Glock 27 tire des balles de .40 S&W.

Le Glock 27 est la version en .40 S&W du Glock 26 produit depuis 1996.

## Identification
L'arme est de couleur noir mat. Le G27 possède des rayures de maintien placées à l'avant et à l'arrière de la crosse, un pontet rectangulaire se terminant en pointe sur sa partie basse et à l'avant, hausse et mire fixe. On trouve le marquage du modèle à l'avant gauche du canon. Les rainures sur la crosse ainsi que les différents rails en dessous du canon pour y positionner une lampe n'apparaissent que depuis la deuxième génération.

## Technique
- Fonctionnement : Safe Action
- Munition : .40 S&W
- Longueur totale : 160 mm
- Longueur du canon : 88 mm
- Capacité du chargeur : 9/11 cartouches. Il peut recevoir les magasins des Glock 22 et Glock 23 : 13/15/17 cartouches.
- Masse de l'arme avec un chargeur vide : 620 g
- Masse de l'arme avec un chargeur plein :  825 g

## Dans la culture populaire
Moins courant que le Glock 26, le Glock 27 apparaît dans le film U.S. Marshals et les séries télévisées Numb3rs (armant les agents féminins Megan Reeves et Nikki Bettencourt du bureau de Los Angeles du FBI) et US Marshals : Protection de témoins (arme de secours des marshals Marshal Mann et Mary Shannon).

## Diffusion
Compte tenu de son calibre et de son encombrement réduit, le G27 est populaire comme arme de secours :
- États-Unis, Policiers et/ou agents fédéraux des :
  - Alaska State Troopers
  - Boston Police Department (BPD) ;
  - District of Columbia Protective Services Police Department
  - Drug Enforcement Administration (DEA) ;
  - Federal Bureau of Investigation (FBI) ;
  - United States Marshals Service (USMS).

Mais aussi les enquêteurs, travaillant en civil, de ces 2 pays influencés par les choix de la police américaine :
- Australie : Police australienne.
- Canada : Police canadienne dont les Police provinciale de l'Ontario, Service de police de Toronto et Service de police d'Ottawa.

Dans ces pays, il est aussi très répandu chez les citoyens acquérant une arme de poing pour leur défense.